# Сандзюсангэн-до
Сандзюсангэн-до (яп. 三十三間堂 Сандзю:сангэн-до:) — буддийский храм в районе Хигасияма города Киото (Япония).

## Местоположение и история
Храм Сандзюсангэн-до находится в киотском районе Хигасияма. Официальное название — Рэнгэо-ин (яп. 蓮華王院本堂 Храм лотосового владыки). Сандзюсангэн-до подчиняется храму Мёхо-ин, относящемуся к буддийской школе Тэндай. Храм Сандзюсангэн-до был построен в 1164 году Тайрой-но Киёмори по указанию императора Го-Сиракавы. В 1249 году уничтожен пожаром. В 1266 году был восстановлен главный зал храма. Ныне это самое длинное деревянное здание в Японии. В 1604 году здесь состоялась дуэль двух знаменитых фехтовальщиков страны — Миямото Мусаси и Ёсиоки Дэнситиро.

## Архитектура и религия
В храме Сандзюсангэн-до главным образом почитается святыня буддизма — бодхисаттва Авалокитешвара, или тысячерукая Каннон. Её статуя была создана скульптором Танкэем в период Камакура и входит в число Национальных сокровищ Японии. По обе стороны от большой статуи Каннон находятся 1 001 различающихся в деталях, сделанных в человеческий рост, скульптур «тысячерукой», построенные рядами от 10 до 50. 124 из этих статуй уцелели при пожаре и были взяты из первого храма, остальные изготовлены в XIII веке из японского кипариса и покрыты позолотой. Перед ними установлены 28 фигур стражей и две знаменитые статуи бога ветра Фудзина и бога грома Райдзина, также являющиеся Национальным сокровищем Японии. Статуи расположены на поднятом на высоту в 10 ступеней помосте. Во дворе храма находится каменный памятник, поставленный к 13-й годовщине смерти императора Го-Сиракава.

## Празднества и соревнования
В январе каждого года в храме проводится «Ивовое заклинание» (яп. 柳枝のお加持 Янаги но окадзи), во время которого верующие приходят для того, чтобы священник коснулся их головы ветвью священной ивы. Считается, что такое прикосновение исцеляет головные боли и предохраняет от них.
Сандзюсангэн-до также известен благодаря соревнованию Тосия (яп. 通し矢 То:сия, дословно «Стрелы, попадающие в цель») — знаменитому соревнованию в стрельбе из японского лука (кюдо). Оно происходило ежегодно в мае на западной веранде за храмом, длиной в 120 метров. Участники должны стрелять с южной стороны веранды к её северной части, где находится цель — платок. Здесь заседает также и жюри, фиксирующее попадания. Условия соревнований бывают различными: на 100 выстрелов; на 1 000 выстрелов; на половину или на полную длину стрельбы (то есть на 118 метров). При последнем конкурсе стрелок должен за 24 часа попасть в цель как можно большим количеством стрел. Такое соревнование продолжается с 18:00 и до вечера следующего дня. Ночью место стрельбы освещается многочисленными факелами и огнями со стороны храма; для соблюдения безопасности привлекаются пожарные части. После каждых 500 выстрелов стрелок делает небольшую паузу.
Впервые Тосия состоялась в 1606 году, и с тех пор считается одним из наиболее сложных и почётных соревнований по стрельбе — как из-за его длительности, так и из-за сложностей стрельбы на возвышенной над поверхностью земли террасе, требующей владения особыми навыками и техникой. Рекорд в стрельбе был поставлен в 1686 году 22-летним самураем Васой Дайхатиро (яп. 和佐 大八郎), выпустившим за положенное время 13 053 стрелы, из которых 8 133 поразили цель, что составляет 10 стрел в минуту. Второе место занимает самурай Хосино Кандзаэмон (яп. 星野 勘左衛門), попавший 8 000 раз 10 542 стрелами.